# Іст-Манчестер Тауншип (округ Йорк, Пенсільванія)
Іст-Манчестер Тауншип (англ. East Manchester Township) — селище (англ. township) в США, в окрузі Йорк штату Пенсільванія. Населення — 8337 осіб (2020).

## Демографія
Згідно з переписом 2010 року, у селищі мешкали 7264 особи в 2621 домогосподарстві у складі 2061 родини. Було 2721 помешкання
Расовий склад населення:
| - 91,6 % — білих - 4,5 % — чорних або афроамериканців - 1,2 % — азіатів - 0,2 % — корінних американців |

До двох чи більше рас належало 1,8 %. Частка іспаномовних становила 2,6 % від усіх жителів.
За віковим діапазоном населення розподілялося таким чином: 26,8 % — особи молодші 18 років, 63,6 % — особи у віці 18—64 років, 9,6 % — особи у віці 65 років та старші. Медіана віку мешканця становила 37,6 року. На 100 осіб жіночої статі у селищі припадало 99,9 чоловіків;  на 100 жінок у віці від 18 років та старших — 98,9 чоловіків також старших 18 років.
Середній дохід на одне домашнє господарство  становив 77 700 доларів США (медіана — 75 542), а середній дохід на одну сім'ю — 81 814 долари (медіана — 79 066). Медіана доходів становила 51 872 долари для чоловіків та 39 750 доларів для жінок. За межею бідності перебувало 9,0 % осіб, у тому числі 12,8 % дітей у віці до 18 років та 6,4 % осіб у віці 65 років та старших.
Цивільне працевлаштоване населення становило 3896 осіб. Основні галузі зайнятості: освіта, охорона здоров'я та соціальна допомога — 22,0 %, виробництво — 18,9 %, роздрібна торгівля — 11,2 %, транспорт — 9,9 %.